# Ельдяк
Ельдя́к (баш. Йәлдәк, Йәлдәт) — племя в составе нижнебельской группы башкир.

## Этническая история
Ельдякцы были соседями канлинцев с запада. Об этнической истории племени известно очень мало. Среди ельдякцев распространены старобашкирские тамги — усерганские, юрматынские и другие, а также кыпчакские тамги. Несмотря на это, существует вероятность о том, что племя ельдяк смешалось с финно-угорскими группами населения, что характерно для большинства башкирских племён.

## Этноним
Этноним ельдяк вероятно происходит от антропонима Елдек, в истории известен, в частности, пасынок Майки-бия с именем Елдеке. Очевидно, что данный этноним принадлежит к группе этнонимов, имеющих окончание -аи, -як, -эк, -ик (кыпчак, баджанак, емек; у башкир — бадрак, терсяк).

## Расселение
Древним районом расселения племени ельдяк было левобережье реки Белой, которое подвергалось наиболее активной кипчакской экспансии. По данным источников XVII—XVIII вв. представляется возможным восстановить расселение племени ельдяк на Белой, а также проследить этапы их переселений в XV—XVI вв. на север Башкортостана, на берега реки Танып, а оттуда в долину реки Уфы.
После присоединения Башкортостана к России ельдякцы несколько раз получали от царей грамоты (в 1643, 1662, 1700 и других годах), подтверждающие их право на владение вотчинными землями.
К 1714 году Ельдякская волость была поделена на 4 аймака (тюбы), но в середине XVIII века П. И. Рычковым зафиксировано лишь 3 аймака: Уфа-Ельдяк, Кыр-Ельдяк, Буре-Ельдяк. По итогам Генерального межевания земель к началу XIX века Ельдякская волость имела 30331 десятину вотчины.
В конце XVIII—XIX вв. земли ельдякцев в административном отношении входили в состав Белебеевского и Бирского уездов, а в период кантонной системы управления — в 5-й (10-й, 11-й) и 10-й (12-й, 13-й) башкирские кантоны.
На территории расселения ельдякцев ныне находятся Дюртюлинский и Илишевский районы Башкортостана.